# Tashi Choden
Tashi Choden (bhutanisch བཀྲ་ཤིས་ཆོས་ལྡན, Wylie-Umschrift: bkra shis chos ldan, auch: Tashi Chombal Dorji oder Tashi Choden Chombal; * 1998 oder 1999) ist ein Model aus Bhutan. 2022 gewann sie den Titel einer Miss Bhutan und wurde damit Vertreterin ihres Landes beim Miss-Universe-Wettbewerb. Sie ist eine der ersten offen homosexuellen Personen ihres konservativen Heimatlandes.

## Biographie
Tashi Chodens Mutter Kinley Wangmo führte ein Geschäft in Wangdue Phodrang, ihr Vater Chombal war ein Geschäftsmann aus der tibetischen Region Kham. Die Eltern lernten sich in Thimphu kennen, unmittelbar nach der Geburt ihrer Tochter zog die Familie in den indischen Bundesstaat Nagaland. Da der Vater aufgrund dauernder Geschäftsreisen häufig abwesend war, übersiedelten Mutter und Tochter drei Jahre später zurück nach Wangdue Phodrang. Der Vater starb ein Jahr danach, als Tashi Choden vier Jahre alt war, die Mutter heiratete erneut. Als Tashi Choden 14 Jahre alt war, starb auch ihre Mutter, sie wuchs daraufhin in Obhut von Tante und Großmutter sowie mit Stiefvater Dorji und zwei jüngeren Stiefgeschwistern auf. Die Varianten ihres amtlichen Namens Tashi Choden sind eine Reminiszenz an Vater bzw. Stiefvater.
Tashi Choden besuchte Grund- und Mittelschulen in Wangdue Phodrang und dem benachbarten Distrikt Paro (dort zuletzt die Utpal Academy). Entgegen der gesellschaftlichen Konvention beschloss sie, den vorgezeichneten weiteren Bildungsweg an einer Hochschule vorerst zugunsten anderer Projekte und ihrer Modelkarriere zurückzustellen. Diese begann sie im Alter von 15 Jahren durch persönliche Kontakte. Infolgedessen nahm sie an verschiedenen nationalen und schließlich auch internationalen Wettbewerben teil und betätigte sich auch als Schauspielerin. Um ihre Karriere zu befördern, zog sie in die Hauptstadt Thimphu. Am 4. Juni 2022 wurde sie dort zur Miss Bhutan gekürt. Nach 2008 und 2010 hatte der Wettbewerb in Bhutan erst zum dritten Mal stattgefunden.
Nach eigenen Angaben bezeichnete Tashi Choden sich erstmals im Alter von 15 Jahren auf sozialen Netzwerken als bisexuell. Zu diesem Zeitpunkt war Homosexualität in Bhutan formell noch unter Strafe gestellt. Der Prozess der Entkriminalisierung begann erst 2019 im Zuge einer Reform des Strafrechts. Durch einen Zusatz im entsprechenden Paragraphen wurde Homosexualität unter Erwachsenen vom Straftatbestand des unnatürlichen Geschlechtsverkehrs ausgenommen; die Änderung wurde am 17. Februar 2021 rechtswirksam. Im Juni 2021 (Pride Month) outete Tashi Choden sich gegenüber ihrer Familie und schließlich der Öffentlichkeit. Choden und ihre Partnerin gehörten zu den ersten Bürgerinnen und Bürgern Bhutans, die ihre Homosexualität öffentlich vertraten. Ihre Kür zur Miss Bhutan im folgenden Jahr galt angesichts der allgemein religiösen und konservativen Gesellschaft des abgeschiedenen Staates als bemerkenswerter Schritt und wurde auch international als solcher wahrgenommen. Verschiedene Medien bezeichneten Tashi Choden als „erste offen lesbisch lebende Frau“ oder zumindest „erste offen homosexuelle Berühmtheit“ ihres Landes. Allerdings hatte bereits in den Jahren vor der Gesetzesänderung ein gesellschaftlicher Prozess im Land stattgefunden, im Zuge dessen sich vereinzelt Privatpersonen als homosexuell outen konnten, ohne dafür strafrechtlich verfolgt zu werden. Am 9. Juni 2022 sprach Tashi Choden bei einer Sonderausgabe des von den Vereinten Nationen unterstützten Gesprächsforums Bhutan Dialogues am Paro College of Education zum Thema Reckoning with Gender and Sexual Diversity.